# Sepedon jonesi
Sepedon jonesi är en tvåvingeart som beskrevs av Barraclough 1985. Sepedon jonesi ingår i släktet Sepedon och familjen kärrflugor. Inga underarter finns listade i Catalogue of Life.